# Radical 13
El radical 13, representado por el carácter Han 冂, es uno de los 214 radicales del diccionario de Kangxi. En mandarín estándar es llamado 冂部　(jiōng bù), en japonés es llamado 冂部, けいぶ　(keibu), y en coreano 경(gyeong). Este radical es llamado «caja hacia abajo» en los textos occidentales. El radical 13 aparece comúnmente rodeando la parte superior y los lados de los caracteres a los que pertenece (por ejemplo en el símbolo 同).

## Nombres populares
- Mandarín estándar: 同字框, tóng zì kuāng, «caja del símbolo 同».
- Coreano:멀경몸부, meol gyeong mom bu.
- Japonés:  	冏構え（けいがまえ）, keigamae, «parte envolvente de 冏»; 同構え（どうがまえ）dōgamae «parte envolvente de 同».[1]
- En occidente: «Radical caja hacia abajo»

## Caracteres con el radical 13
| trazos | carácter          |
| ------ | ----------------- |
| + 0    | 冂                |
| + 2    | 冃 冄 内 円 冇 冈 |
| + 3    | 冉 冊 冋 册 囘    |
| + 4    | 再 冎             |
| + 5    | 冏                |
| + 6    | 冐                |
| + 7    | 冑 冒             |
| + 8    | 冓 冔             |
| + 9    | 冕                |

## Galería
| Estilos antiguos                                 | Estilos antiguos                  | Estilos antiguos                        | Estilos antiguos                   | Estilos antiguos                   | Estilos empleados actualmente       | Estilos empleados actualmente  | Estilos empleados actualmente    | Estilos empleados actualmente   | Estilos empleados actualmente  |
|                                                  |                                   |                                         |                                    |                                    |                                     | 冂                             | 冂                               |                                 |                                |
| 甲骨文 jiǎgǔwén (escritura de huesos oraculares) | 金文 jīnwén (escritura de bronce) | 简帛 jiǎnbó (escritura de bambú y seda) | 篆文 zhuànwén (escritura de sello) | 篆文 zhuànwén (escritura de sello) | 隸書 lìshū (estilo de los escribas) | 楷書 kǎishū (estilo regular)   | 楷書 kǎishū (estilo regular)     | 行書 xǐngshū (estilo corriente) | 草書 cǎoshū (estilo de hierba) |
| 甲骨文 jiǎgǔwén (escritura de huesos oraculares) | 金文 jīnwén (escritura de bronce) | 简帛 jiǎnbó (escritura de bambú y seda) | 大篆 dàzhuàn (sello grande)        | 小篆 xiǎozhuàn (sello pequeño)     | 隸書 lìshū (estilo de los escribas) | 繁體／繁体 fántǐ (tradicional) | 简体／簡體 jiǎntǐ (simplificado) | 行書 xǐngshū (estilo corriente) | 草書 cǎoshū (estilo de hierba) |